# Make me feel like a millionaire
Make me feel like a millionaire es un bootleg en vivo de la banda británica Queen, publicado en 1994. El álbum fue publicado sólo en Holanda como un lanzamiento de edición limitada.

## Sobre el álbum
El día 6 de junio de 1977, Queen realizó un concierto en el Centro de Exhibiciones Earls Court en Londres. Este álbum fue publicado en 1996 en los Países Bajos como un lanzamiento de edición limitada.
El álbum contiene 25 canciones, donde destacan dos medleys; uno con canciones originales de la banda y otro con versiones de otros artistas, tales como Elvis Presley, Little Richard y Connie Francis.
El autor Alessandro Carugini lo posicionó en el séptimo lugar de Los 50 Mejores Bootlegs de Queen.

## Lista de canciones
| Lado uno |                                |          |  |
| N.º      | Título                         | Duración |  |
| 1.       | «Tie Your Mother Down»         | 3:45     |  |
| 2.       | «Ogre Battle»                  | 4:55     |  |
| 3.       | «White Queen (As It Began)»    | 6:38     |  |
| 4.       | «Somebody to Love»             | 6:13     |  |
| 5.       | «Killer Queen»                 | 2:34     |  |
| 6.       | «Good Old-Fashioned Lover Boy» | 3:30     |  |
| 7.       | «The Millionaire Waltz»        | 2:30     |  |
| 30:10    |                                |          |  |

| Lado dos |                                       |          |  |
| N.º      | Título                                | Duración |  |
| 1.       | «You're My Best Friend»               | 2:00     |  |
| 2.       | «Bring Back That Leroy Brown»         | 1:20     |  |
| 3.       | «Death on Two Legs (Dedicated to...)» | 4:50     |  |
| 4.       | «Doing All Right»                     | 6:00     |  |
| 5.       | «Brighton Rock»                       | 13:30    |  |
| 27:40    |                                       |          |  |

| Lado tres |                                    |          |  |
| N.º       | Título                             | Duración |  |
| 1.        | «'39»                              | 4:00     |  |
| 2.        | «You Take My Breath Away»          | 3:45     |  |
| 3.        | «White Man» / «The Prophet's Song» | 11:50    |  |
| 4.        | «Bohemian Rhapsody»                | 5:10     |  |
| 5.        | «Keep Yourself Alive»              | 4:50     |  |
| 30:07     |                                    |          |  |

| Lado cuatro |                                       |          |  |
| N.º         | Título                                | Duración |  |
| 1.          | «Stone Cold Crazy»                    | 2:08     |  |
| 2.          | «In the Lap of the Gods... Revisited» | 3:50     |  |
| 3.          | «Now I'm Here»                        | 4:30     |  |
| 4.          | «Liar»                                | 8:20     |  |
| 5.          | «Lucille»                             | 2:18     |  |
| 6.          | «Jailhouse Rock»                      | 5:27     |  |
| 7.          | «Stupid Cupid»                        | 1:20     |  |
| 8.          | «God Save the Queen»                  | 1:25     |  |
| 30:07       |                                       |          |  |